# 超级英雄军团
超级英雄军团（英語：Legion of Super-Heroes）是DC宇宙中30世纪和31世纪时的一支虚构超级英雄战队。该战队首次亮相于《冒险漫画》#247（1958年4月），由奥托·宾德与阿尔·普拉斯蒂诺创作。

## 其他媒體

### 電視
- 《少年超人隊》
- 《超人前傳》
- 《女超人》

### 電影
- 《超級英雄軍團（英语：Legion of Super-Heroes (film)）》